# آنتونیو بیزارا برانداو
آنتونیو بیزارا برانداو (به پرتغالی: Antonio Bezerra Brandão) (تلفظ پرتغالی:[brɐ̃ˈndɐ̃w]) مدافع اهل برزیل است که در شهر Araraquara و در تاریخ ۲۱ دسامبر ۱۹۷۷ به دنیا آمده‌است.
آنتونیو بیزارا براندائو در تیم‌های فوتبال باشگاه فوتبال سنترو اسپورتیوو آلاگوانو و کورینتیانس سابقهٔ حضور دارد.